# Centro de Arte Fotográfica de Vigo
El Centro de Arte Fotográfica de Vigo (CAFVI) fue un espacio expositivo en la ciudad de Vigo, que abrió sus puertas en mayo de 2015, y que cerró provisionalmente el 17 de agosto de ese mismo año.

## Descripción
Formaba parte de la red de museos del Ayuntamiento de Vigo y estaba situado en un edificio recuperado de la zona vieja de la ciudad. Inicialmente el proyecto se denominó Centro Gallego de Fotografía, concebido como centro de exposición y de investigación de referencia de la fotografía gallega,  y estaba destinado a albergar las colecciones municipales (Archivo Pacheco, Ksado, Fotobienal y Vigo Visión) además de promover la fotografía contemporánea.
La iniciativa de hacer el centro fue de la concejalía de cultura, a cargo del BNG. La inversión inicial, de un millón de euros, del Ministerio de Cultura de España, procedía de fondos del Plan E. Luego, el proyecto estuvo detenido durante casi tres años, hasta que el ayuntamiento destinó 379 000 € para dotarlo de equipamientos.
Cerró sus puertas en agosto del año 2015, apenas tres meses después de su apertura. Desde el mes de enero de 2020 es la Sede de la Diputación de Pontevedra en Vigo.

## Galería de imágenes

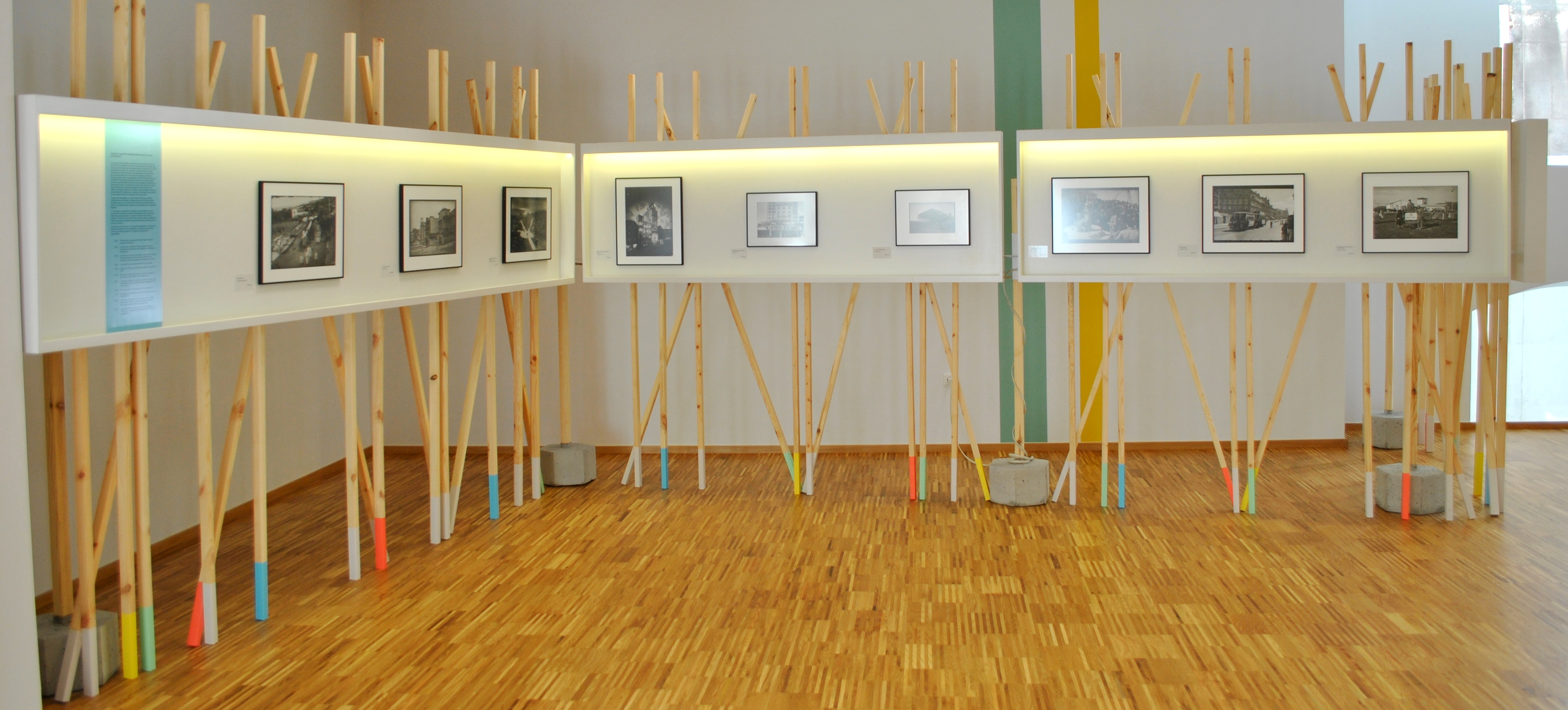
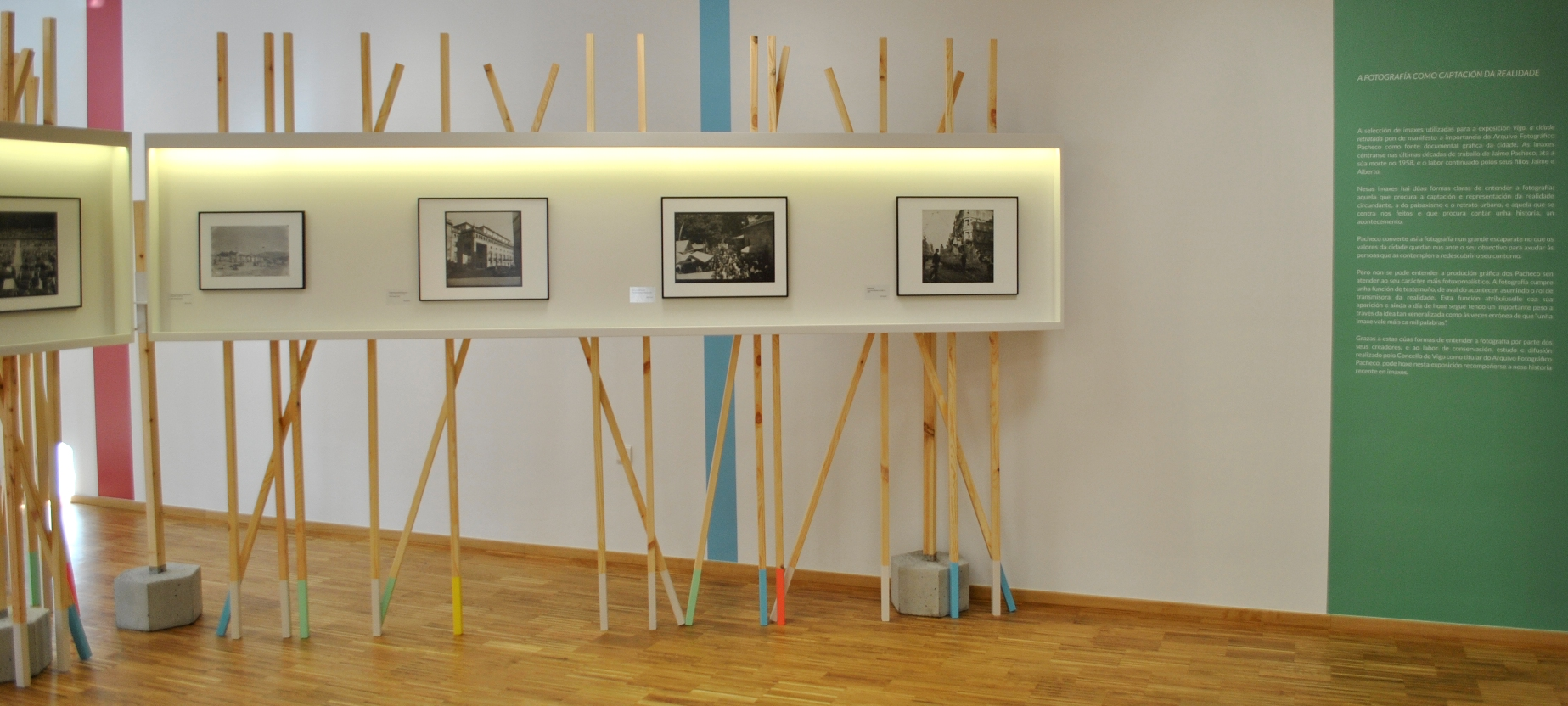